# Cerveza El Águila

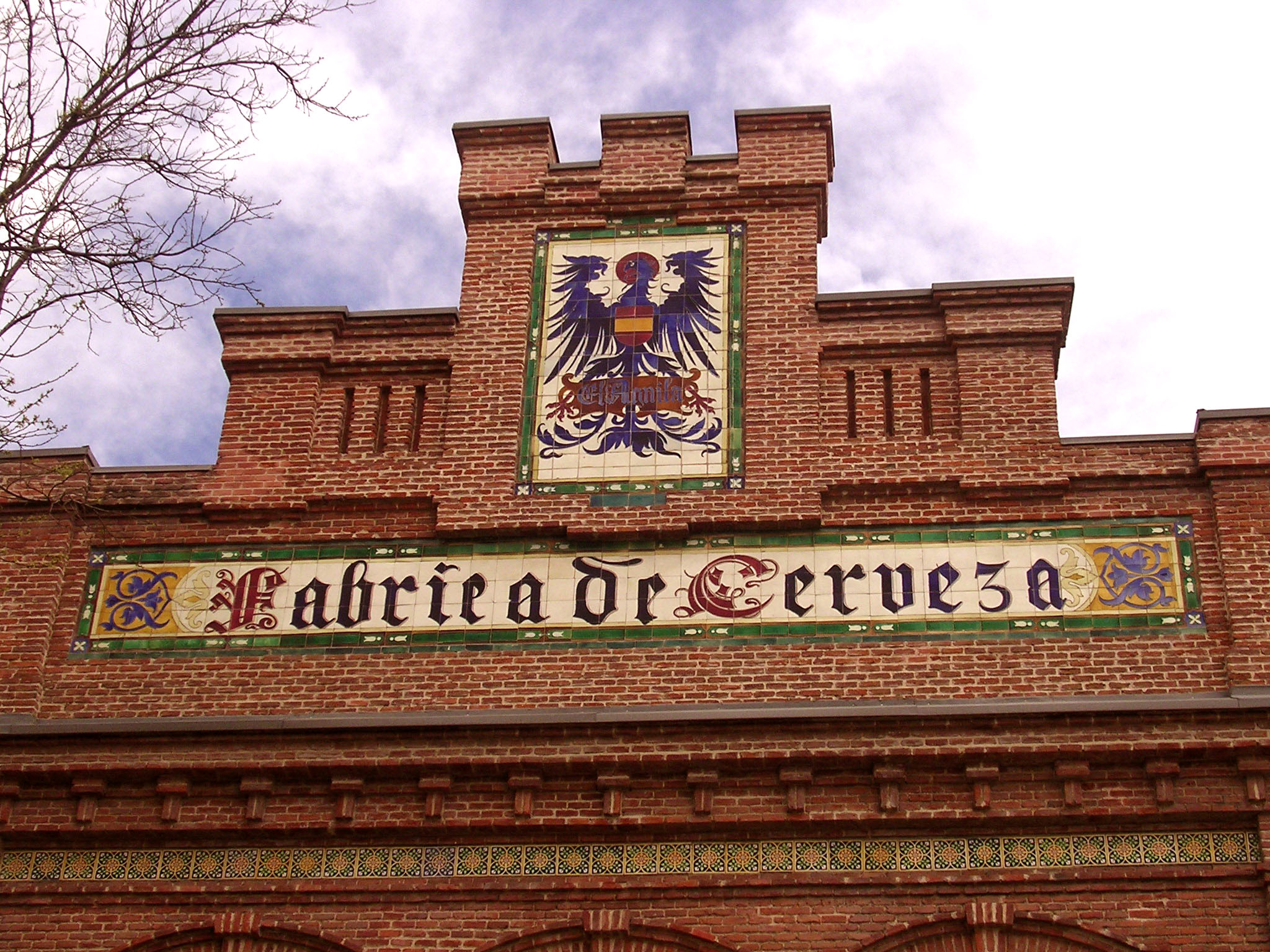
Letrero en azulejo de la antigua fachada de la fábrica de Delicias.

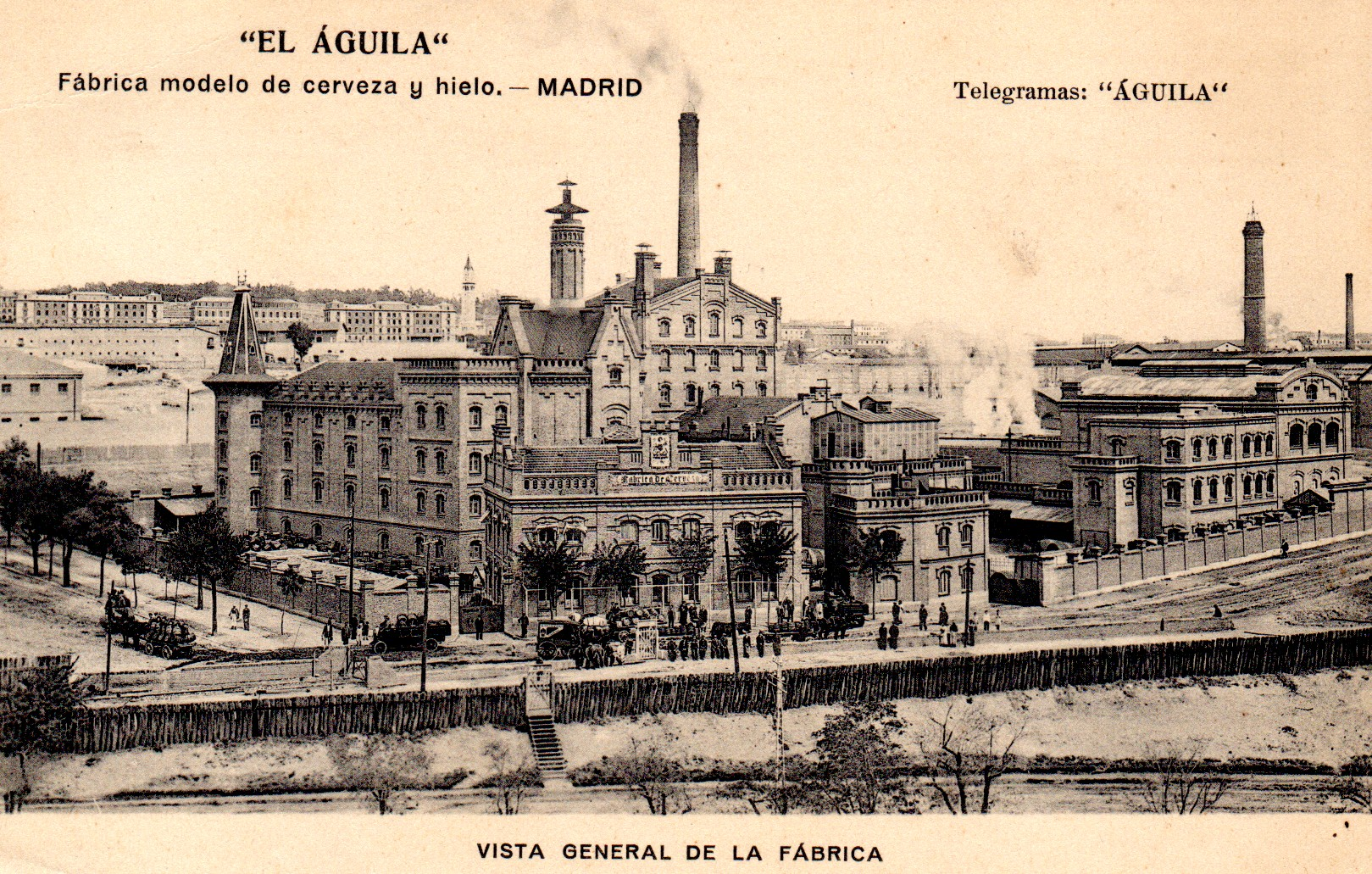
Fábrica de cerveza El Águila (actual Biblioteca Regional Joaquín Leguina), justo enfrente de la estación de Delicias.

Cerveza El Águila es una marca de cerveza española, fundada en Madrid, España en 1904, que en 2019 ha vuelto a ser comercializada. Actualmente, es propiedad del grupo cervecero neerlandés Heineken International. La fábrica Cerveza El Águila Sociedad anónima  se fundó con un capital de 3 millones de pesetas (18.000 euros).

## Historia

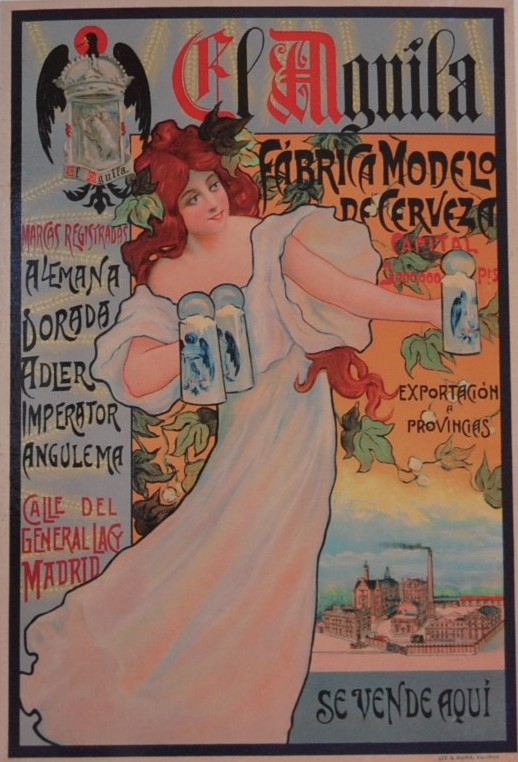
Cartel modernista de El Águila, por Rafael Yzquierdo Vivas en 1910.

El 9 de mayo de 1900 el empresario Augusto Comas y Blanco fundó en Madrid la S. A. El Águila, como muchas otras marcas de cerveza que se lanzaron a principios del siglo XX. Fundada con un capital de 3 millones de pesetas. El 1 de abril de 1903 salió al mercado la cerveza El Águila, en una época que la cerveza era poco conocida, ya que primaba el vino en las tabernas.
El emplazamiento de la primera factoría, dedicada a la fabricación de cerveza y hielo, se hallaba en la calle General Lacy, próxima a las estaciones de Delicias y Atocha y con conexión, mediante vías propias, con la línea ferroviaria de mercancías que unía Atocha y Príncipe Pío. La fábrica inició su construcción entre 1912 y 1914 según planos del ingeniero alemán Langeloth e inicialmente bajo la dirección técnica del arquitecto Eugenio Jiménez Correa (autor de la iglesia de San Fermín de los Navarros). Posteriormente fue ampliado sucesivamente entre 1915 y 1935 por el arquitecto Luis Sainz de los Terreros (en la fase de 1925-1927), añadiéndole las cocheras, módulos de procesos, bodegas, silos y la heladora.
En 1936, al estallar la guerra civil española, durante la batalla de Madrid algunos directivos de la compañía fueron asesinados. Ya en la postguerra, tras la reparación de diversos daños en los silos y en la zona de fermentación, la pusieron nuevamente en producción.

### Expansión
En los años siguientes comenzó el crecimiento de la compañía con la adquisición de pequeñas fábricas en otros puntos de España: la fábrica cordobesa La Mezquita, la participación mayoritaria en la maltería Los Ángeles, la construcción de una nueva maltería en Córdoba y la construcción en Valencia de una nueva fábrica. Posteriormente compraron una pequeña fábrica también valenciana, La Huertana, que acabó siendo trasladada a Alicante con el nombre de El Neblí, para en 1958 adquirir en Cartagena (Murcia) la fábrica de El Azor y en 1959 inaugurar El Gavilán en Mérida (Badajoz). En 1962 comienza en funcionamiento la factoría de Albacete, conocida como factoría n.º 6 de S. A. El Águila.
En 1969 entró en funcionamiento una nueva fábrica en San Sebastián de los Reyes (Madrid), cuya construcción se había iniciado en 1966, y que estuvo en producción paralelamente con la de Madrid hasta 1982.
Para la expansión en el norte del país, se puso en marcha en 1968 una fábrica en Utebo, una ciudad de la provincia de  Zaragoza. En 1984, el año que Heineken se hace con el 32% de El Águila, la fábrica de Utebo pasó a ser propiedad de la multinacional cervecera norteamericana, Coors Brewing Company con el objetivo de convertir estas instalaciones en su planta de fabricación y desembarcar en Europa. La fábrica de Utebo se cerró definitivamente el 5 de enero de 2001 tras no conseguir penetrar con éxito en el mercado europeo con la marca Coors.

### Innovación
En 1962 se sustituye el tradicional barril de madera por el de aluminio y se comienza a utilizar la botella de litro («litronas»). En 1971, la madera es sustituida por el plástico en los envases.
A partir de 1972 se crean nuevas especialidades de cerveza: Águila Dorada, con más cuerpo y sabor más sobrio, Águila Imperial (salida en 1976) y Águila Reserva. Poco más tarde se lanza Águila Sin una de las primeras marcas del mercado en su categoría, así como una cerveza negra especial marca Níger. Ya en los ochenta se producen los lanzamientos de Águila Pilsener, Adlerbrau, Máster y Buckler, siendo esta última la cerveza sin alcohol líder en el mercado español.

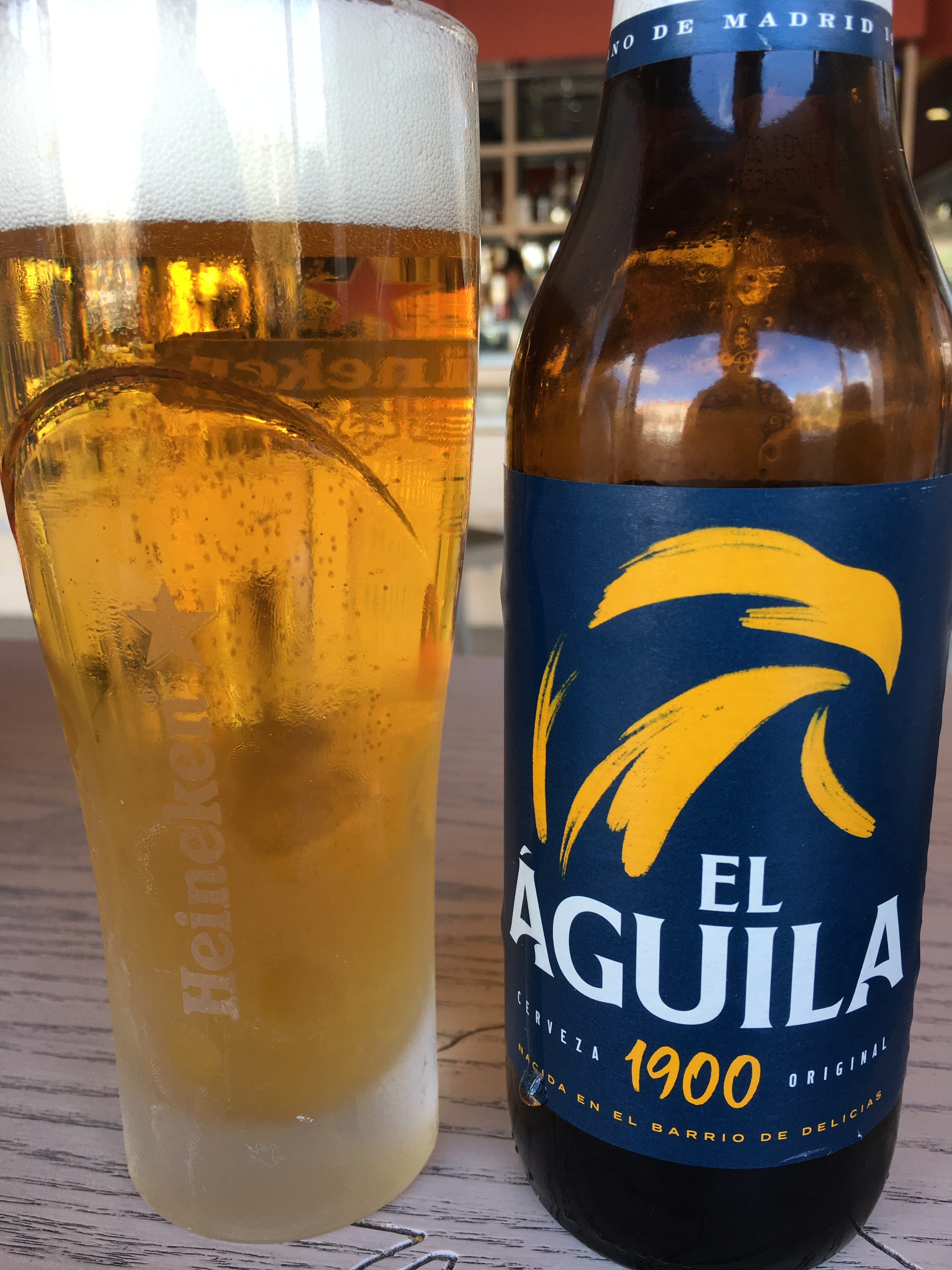
Cerveza el Águila (2019).

### Adquisición por Heineken
En 1984, el grupo cervecero neerlandés Heineken N.V. adquiere una importante participación accionarial en El Águila (32%). En 1985 cierra su fábrica de General Lacy quedando sin uso el edificio hasta su posterior remodelación que lo convirtió en el Archivo Regional de la Comunidad de Madrid y en la Biblioteca Regional Joaquín Leguina. Asimismo comienza un proceso de centralización de la producción en las plantas de San Sebastián de los Reyes (Madrid) y de Cuart de Poblet (Valencia), vendiendo algunas de sus otras fábricas o simplemente cerrándolas.
En 2000 se fusiona con el Grupo Cruzcampo, adquirido en su totalidad también por Heineken.

### Desaparición y regreso
Desde que en 1984 El Águila fue adquirida por el grupo neerlandés Heineken International con el fin de unificar marcas, ésta tomó la decisión de que la marca Águila, de exclusiva difusión en España, fuera siendo progresivamente sustituida por la marca Amstel, fundada en Países Bajos, pero que había adquirido un carácter internacional.
El cambio fue gradual a lo largo de la década de 1990: primero el logo de Águila cambió para ser semejante al de Ámstel; luego, en 1992, pasó a rotularse con el nombre Águila Amstel; posteriormente, en la segunda mitad de la década, se rotuló como Amstel Águila, en un principio ambas marcas en igualdad de tamaño para, a continuación, ya a finales de los 90, mantener la misma rotulación pero con un tamaño notoriamente más pequeño para Águila y, finalmente, pasó a llamarse únicamente Amstel. Con ello la marca centenaria de cerveza El Águila desapareció.
En 2019 la compañía decidió nuevamente poner a la venta El Águila, inspirada en la receta original. Además han puesto en el mercado la primera cerveza sin filtrar, tal y como El Águila nació en 1900.